# Hans Peter Feddersen (Maler)
Hans Peter Feddersen (* 29. Mai 1848 in Westerschnatebüll, Nordfriesland; † 13. Dezember 1941 in Kleiseerkoog, heute Galmsbüll, Nordfriesland) war ein deutscher Landschafts-, Tier- und Genremaler.

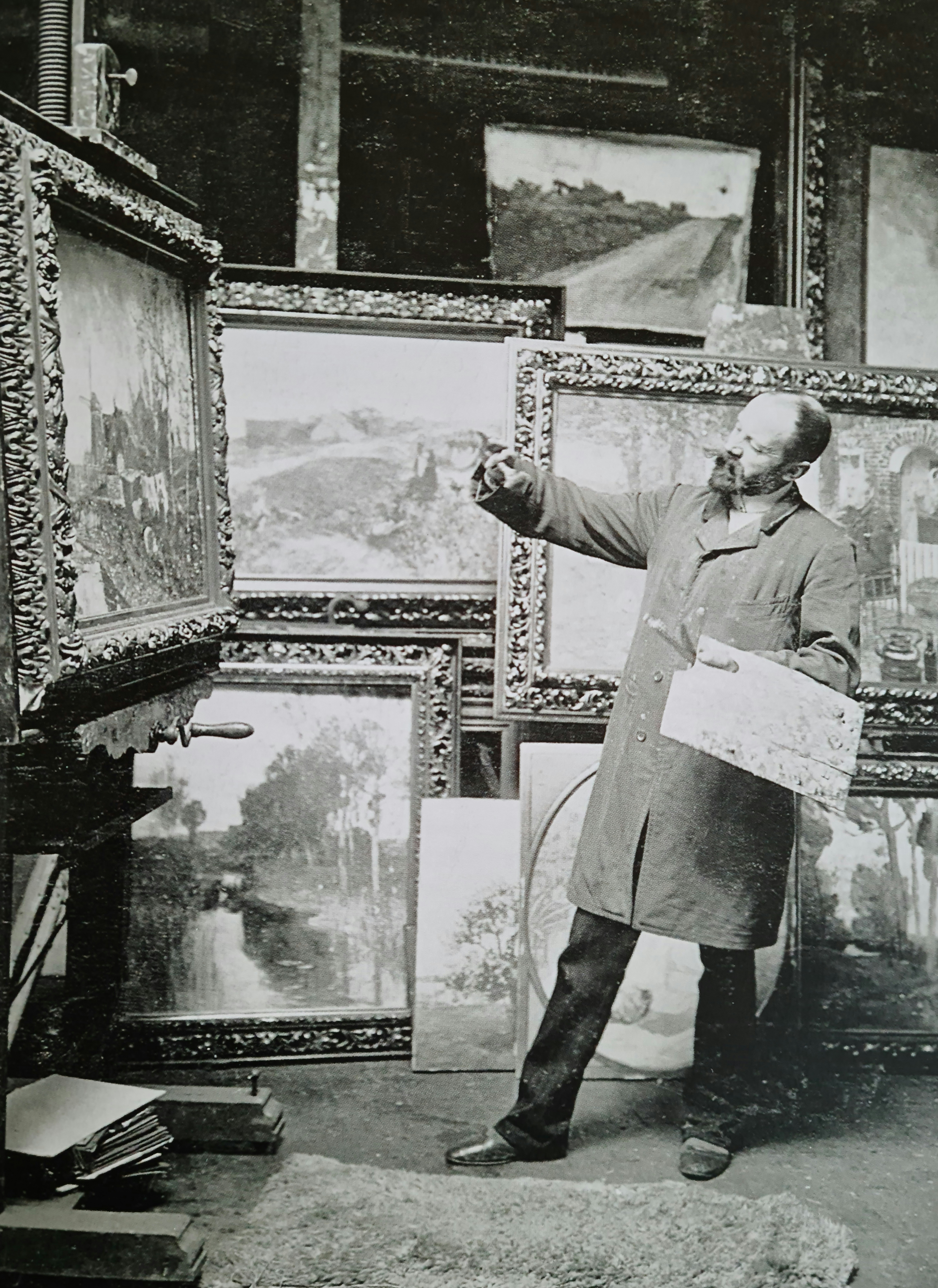
Hans Peter Feddersen in seinem Atelier (Foto um 1900)

## Leben
Hans Peter Feddersen wurde am 29. Mai 1848 als sechstes und jüngstes Kind des Porträtmalers Hans Peter Feddersen des Älteren und dessen Frau Maria, geb. Bahnsen, auf einem nordfriesischen Bauernhof geboren. Er begann seine Ausbildung 1864 mit einer Lehre beim Stuben- und Porzellanmaler Heinrich Andreas Sutor (1830–1892) im nahegelegenen Niebüll.

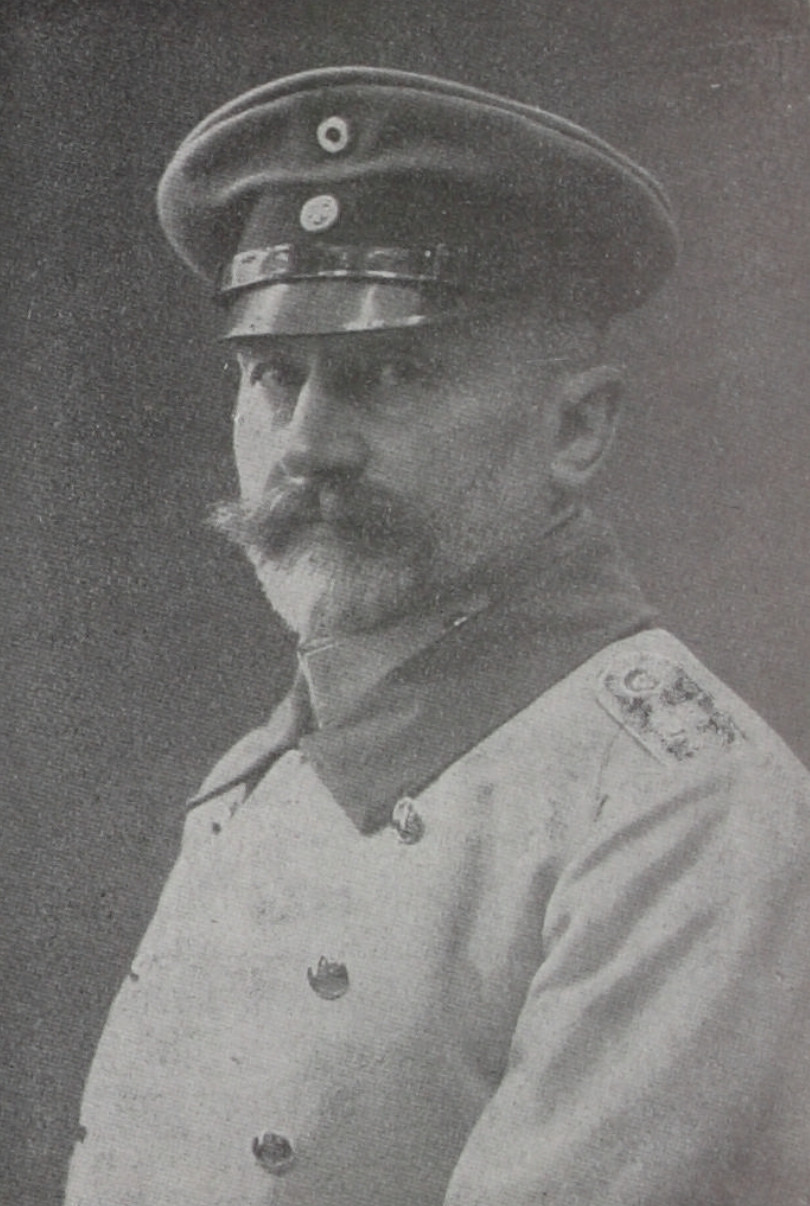
Hans Peter Feddersen als Oberleutnant im Ersten Weltkrieg

1866 ging der 18-Jährige an die Kunstakademie in Düsseldorf und wurde Meisterschüler bei Oswald Achenbach. Hier schloss er auch Freundschaft mit dem deutsch-baltischen Maler Gregor von Bochmann dem Älteren, der ab 1868 in Düsseldorf arbeitete, und dessen Sohn, dem Bildhauer Gregor von Bochmann dem Jüngeren, der 1905 Feddersens älteste Tochter Marianne heiratete. Ab 1871 studierte er an der Großherzoglich-Sächsischen Kunstschule in Weimar bei Theodor Hagen, dem er von Düsseldorf nach Weimar gefolgt war. Studienreisen führten ihn nach Sylt und in den Harz (1870), nach Masuren (1869, 1871–1876), Rügen (1870) und Polen (1873). Von April bis Juni 1877 reiste er außerdem nach Italien.

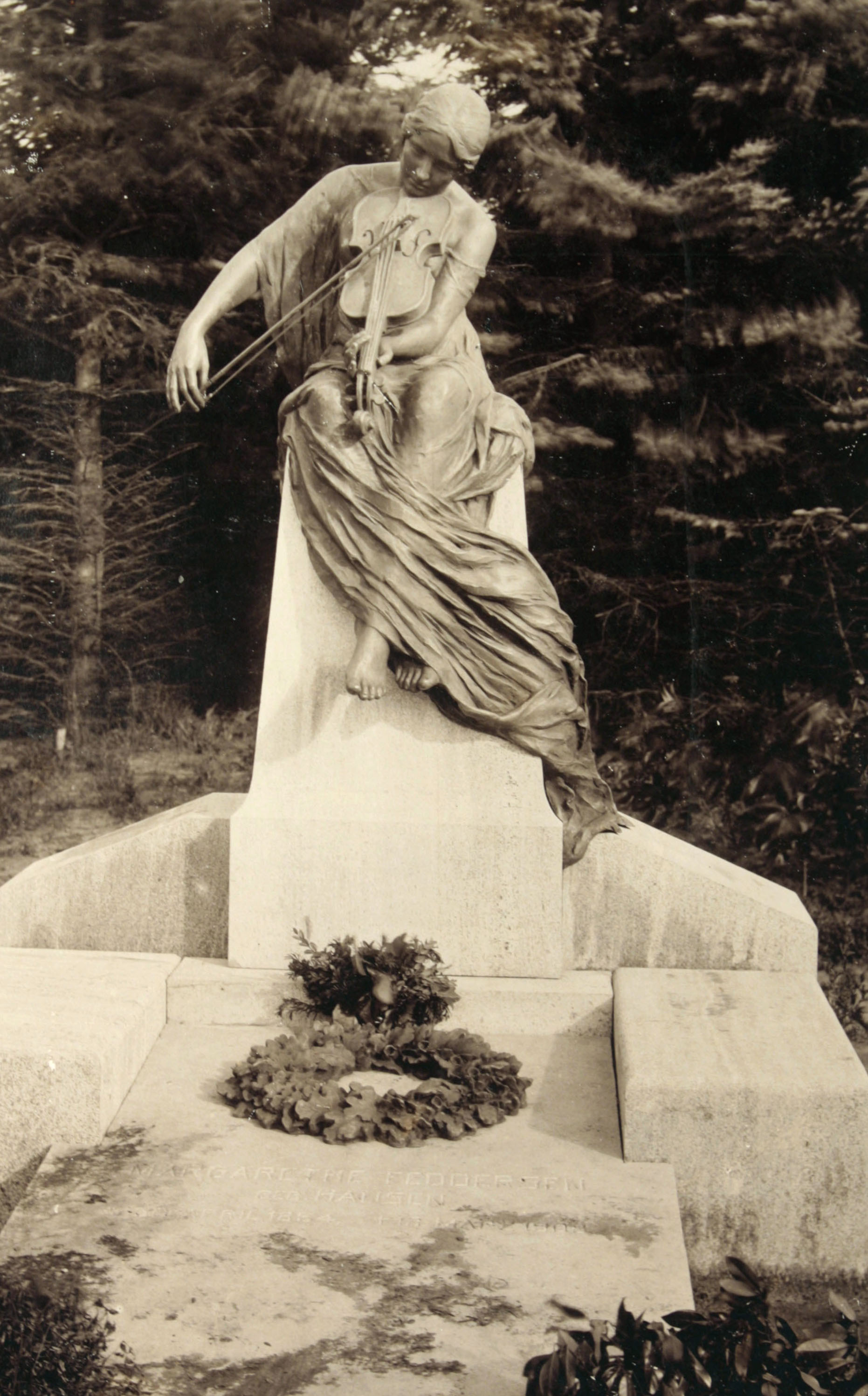
Die Grabstätte der Familie Feddersen, hier noch mit der verschwundenen Skulptur von Gregor von Bochmann (Foto um 1920)

Ab 1878 ließ Feddersen sich in Bad Kreuznach nieder und heiratete 1879 seine langjährige Verlobte, die aus dem Kleiseerkoog stammende Margarethe Hansen (1854–1908). Von 1880 bis 1884 lebte er mit seiner Familie in Düsseldorf. In diesen Jahren kamen vier Töchter zur Welt, von denen aber drei früh starben. Ab 1885 wurde der Kleiseerkoog in Nordfriesland sein endgültiger Wohnsitz, als er mit seiner Frau Margarethe und Tochter Marianne (geb. 1883) auf einen Hof zog, der zum Familienbesitz seiner Frau gehörte. Dort wurden vier weitere Töchter geboren: Gertrud (1887), Ida Charlotte (1889) und 1890 Christiane und Eva. 1908 starb seine Frau Margarethe, und er heiratete 1909 Sophie Lorenzen (1868–1967) aus dem Christian-Albrechts-Koog.
Feddersen lebte bis zu seinem Tod Ende 1941 als freischaffender Maler in Nordfriesland, unterbrochen durch Studienreisen nach Holland (1884), München (1888), auf die Insel Vilm, nach Fanø und Rømø (1892, 1899, 1900, 1902), Thüringen (1902, 1904), in die Eifel (1903) und in den Taunus (1911, 1912). Wiederholte Gäste im Kleiseerkoog waren die Malerkollegen Alexander Eckener, Leopold Graf von Kalckreuth, Otto H. Engel, Franz Hoffmann-Fallersleben und Fedor Encke.
1910 wurde er zum Professor ernannt, 1911 erhielt er den Roten Adlerorden IV. Klasse und 1924 wurde ihm von der Philosophischen Fakultät der Universität Kiel der Ehrendoktortitel verliehen. 1926 wurde er Mitglied der Preußischen Akademie der Künste, 1938 erhielt er die Goethe-Medaille für Kunst und Wissenschaft.
Feddersen gilt als einer der bedeutendsten Landschaftsmaler Schleswig-Holsteins. Aber auch Porträts und Genremalerei gehörten zu seinem Schaffen. Die Museen in Kiel, Flensburg und Husum zeigen noch heute Werke von ihm in ständiger Ausstellung. Er begann im Naturalismus und entwickelte sich über Anklänge an den Impressionismus bis zu seinem expressionistischen Spätwerk. Ein von Stubbe/Martius erstelltes Werkverzeichnis enthält 1466 Werke. Seine Cousine war die Malerin Auguste Margarethe Feddersen.
Hans Peter Feddersen starb am 13. Dezember 1941 im Alter von 93 Jahren in Kleiseerkoog. Das Familiengrab in Galmsbüll trug ursprünglich eine Skulptur, die Hans Peter Feddersens Schwiegersohn Gregor von Bochmann im Jahr 1909 geschaffen hatte. Die Skulptur ist am Ende des Zweiten Weltkrieges verschwunden.

## Bildergalerie

Frühe Werke (Auswahl)
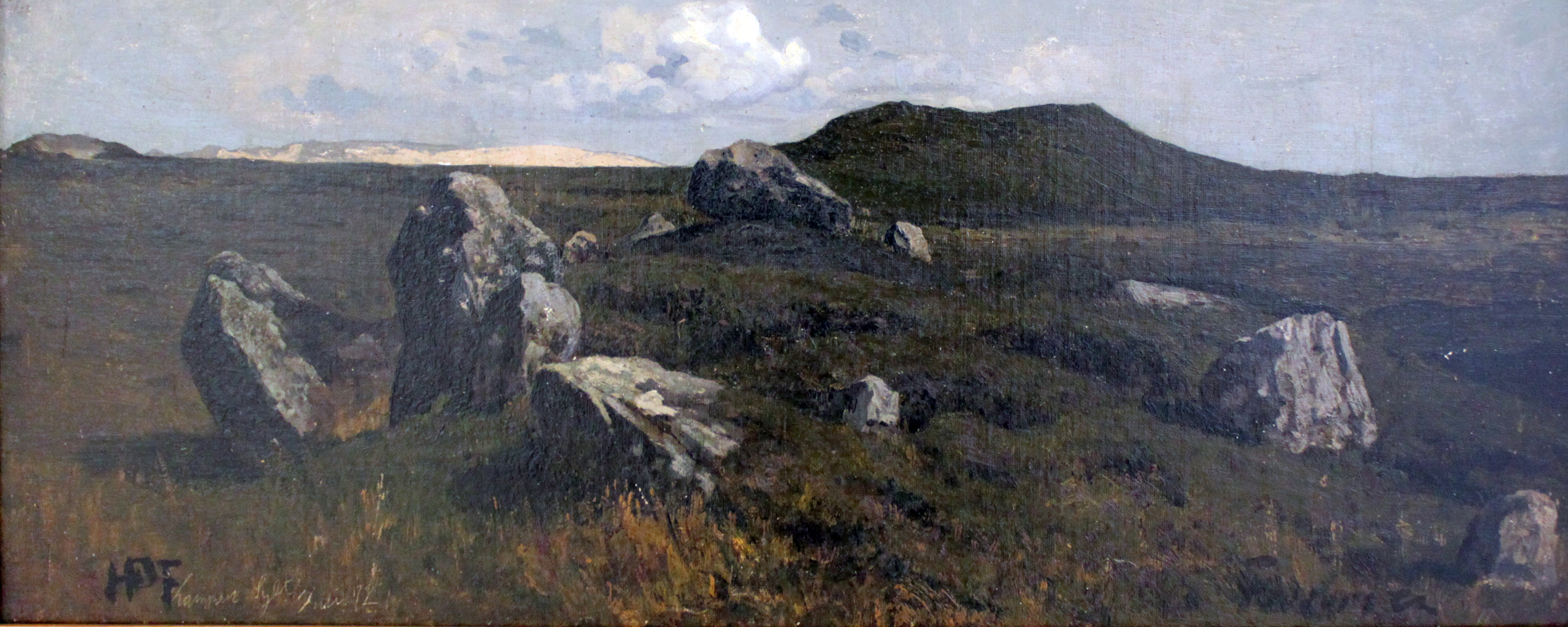
Hünengräber, 1872 (WVZ F0076), Öl auf Leinwand, 27 × 65,5 cm, Kunsthalle zu Kiel
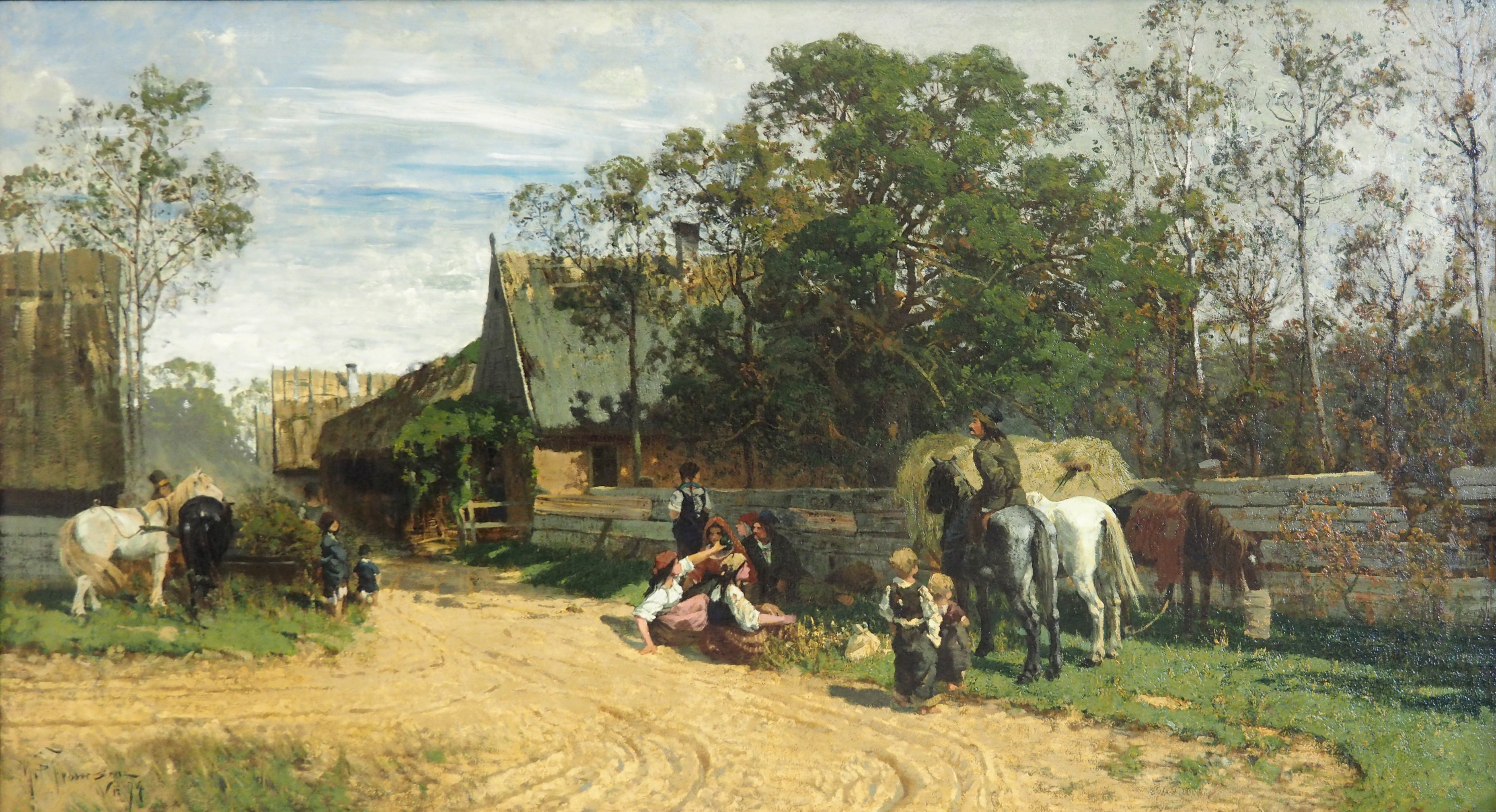
Polnisches Dorf, 1874 (WVZ F0127), Öl auf Leinwand, 71 × 128 cm, Städtisches Museum Flensburg
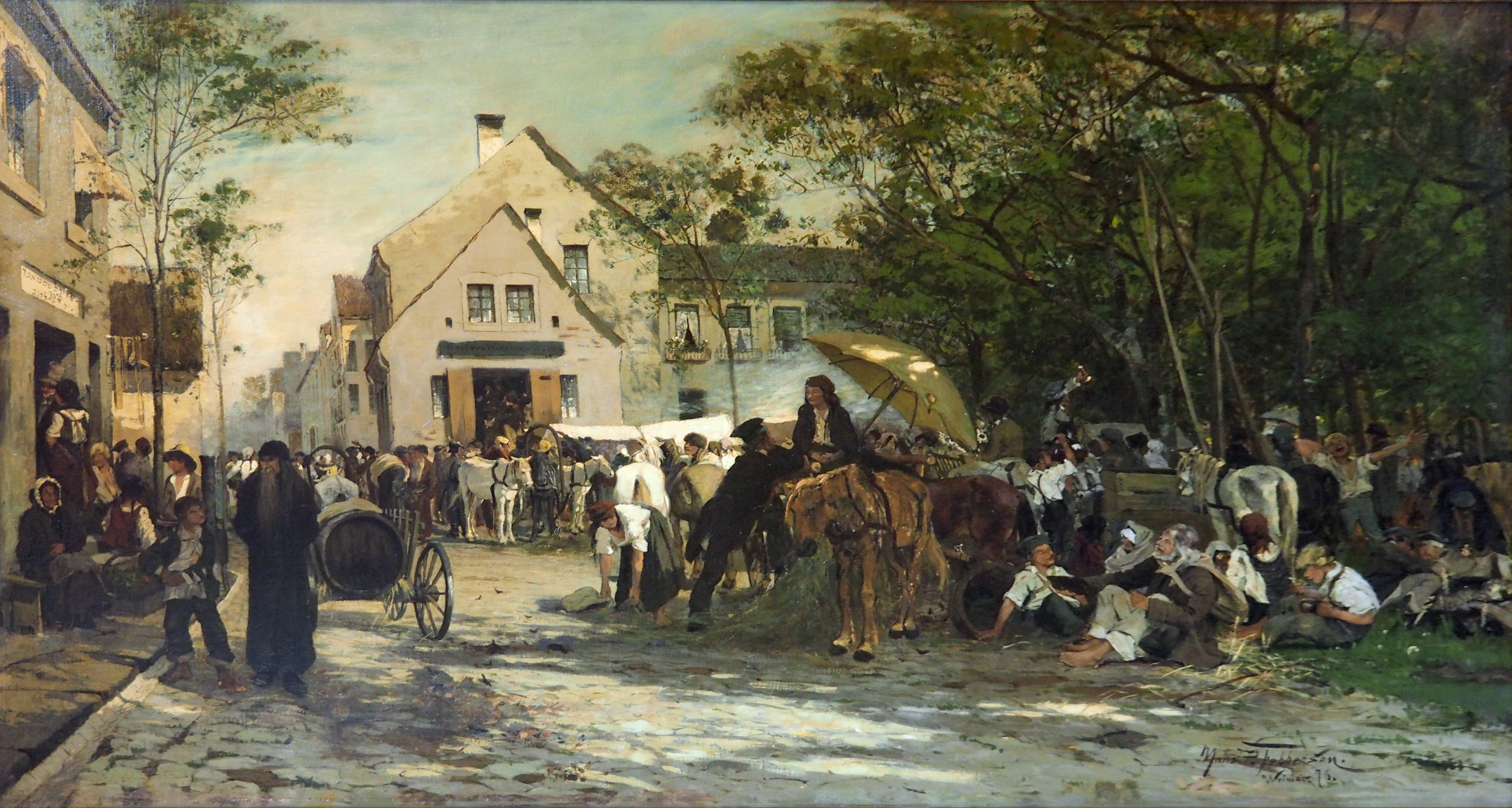
Russischer Wochenmarkt, 1874 (WVZ F0126), Öl auf Leinwand, 74 × 130 cm, Museum Kunst der Westküste
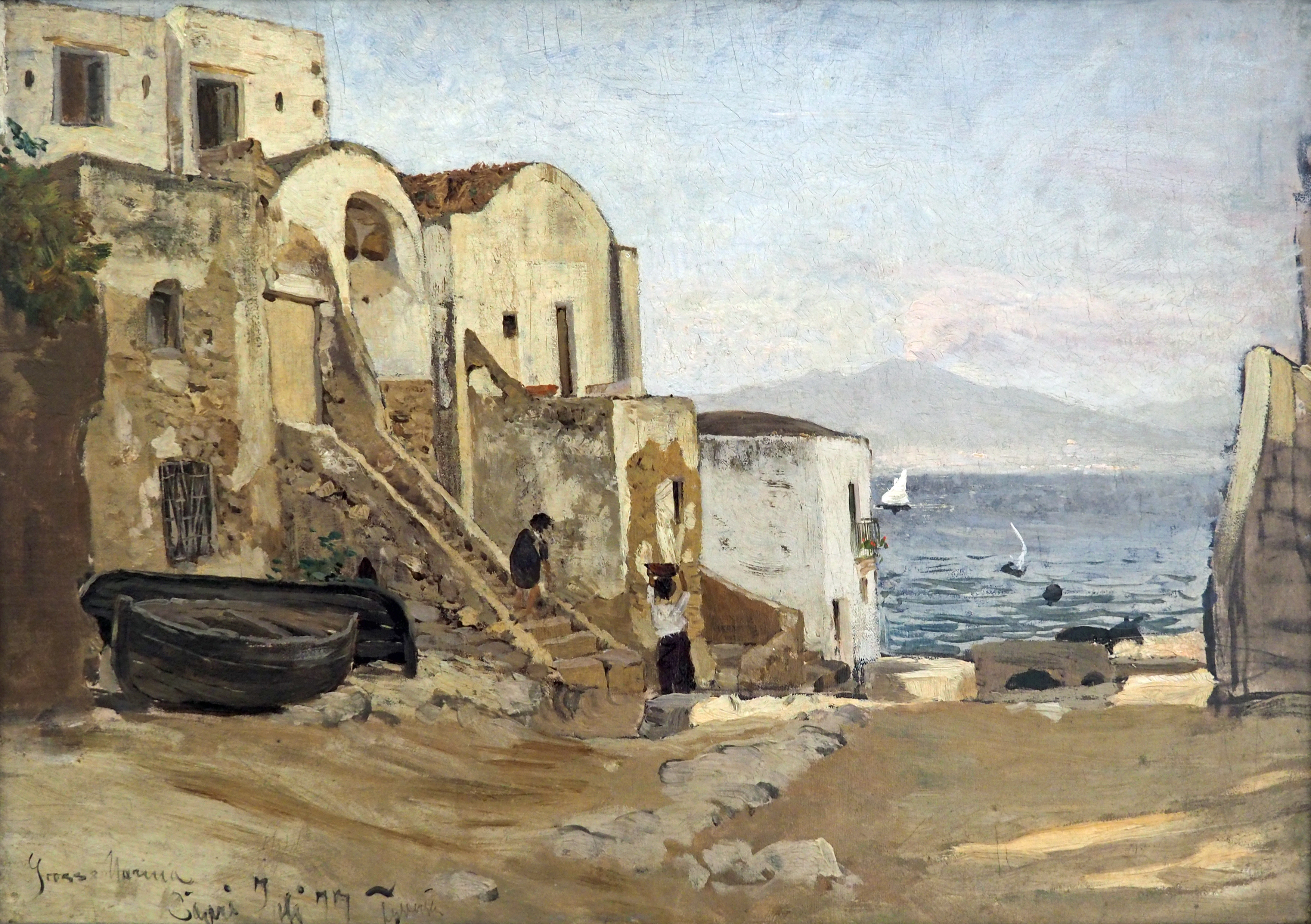
Große Marine Capri, 1877 (WVZ F0238), Öl auf Leinwand, 39,3 × 54 cm, Städtisches Museum Flensburg
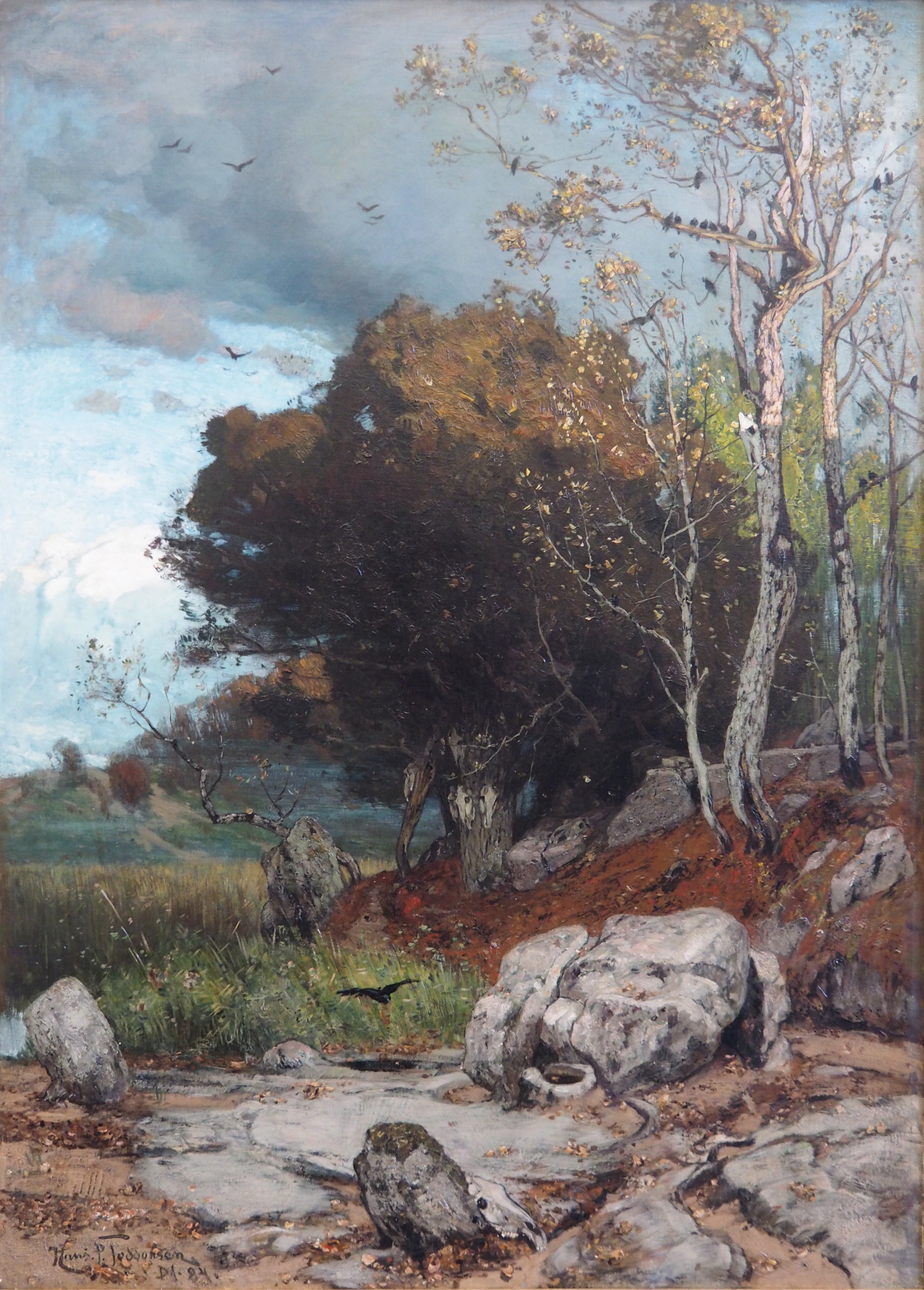
Opferstätte, 1884 (WVZ F0389), Öl auf Leinwand, 111 × 83 cm, Privatbesitz

## Wichtige Ausstellungen
- 1873: Wien, Weltausstellung
- 1898: Dresdner Kunstsalon[12]
- 1906: Jahrhundertausstellung deutscher Kunst in Berlin

- 1906: Museumsberg Flensburg

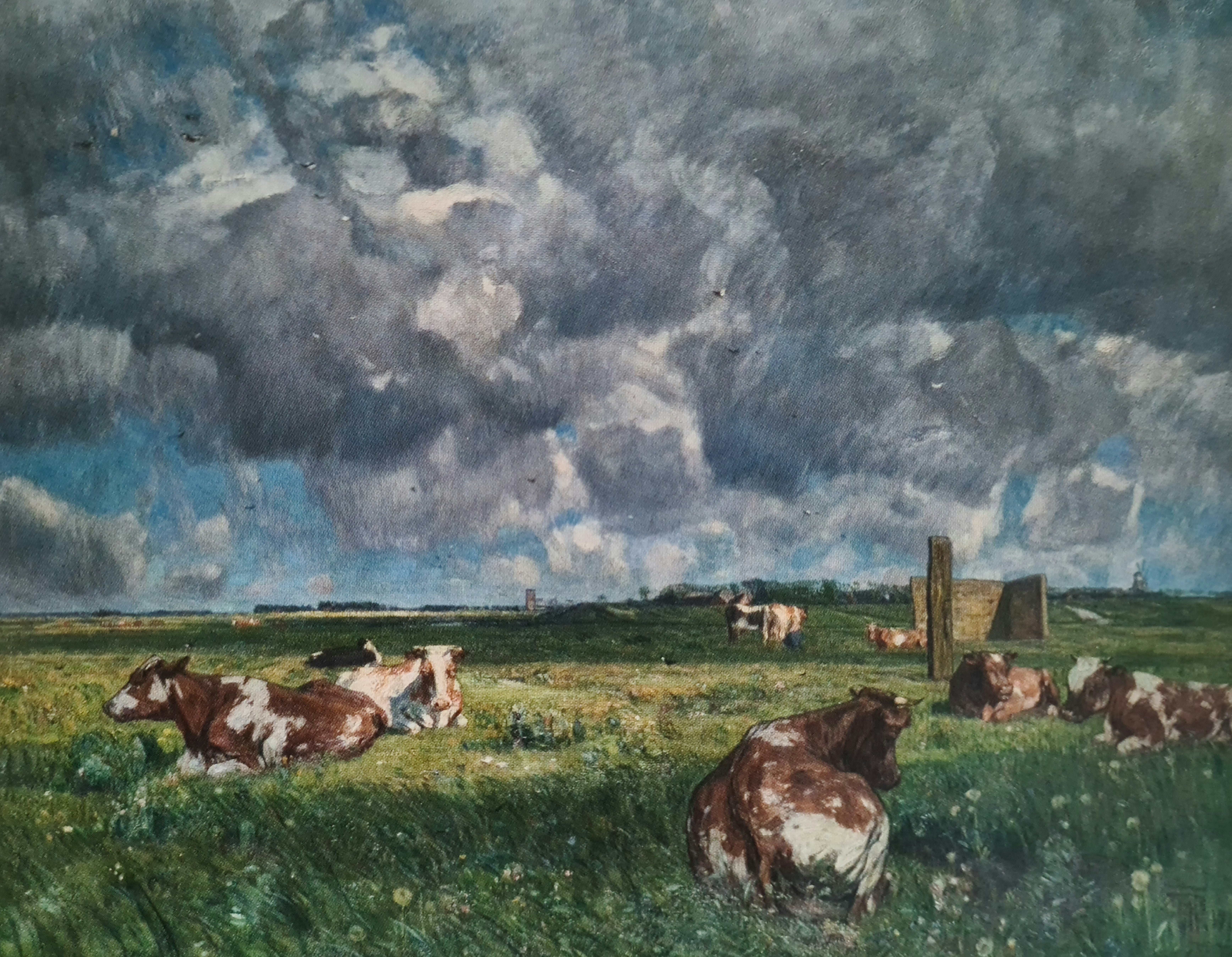
Kuhweide in der Nordfriesischen Marsch, 1918 (WVZ F941), Öl auf Leinwand, 140 × 175 cm, Museum Kunst der Westküste

- 1928: Kunsthalle zu Kiel (Gesamtschau anlässlich des 80. Geburtstages)[13]
- 1939: Kunstverein in Hamburg, Hamburger Kunsthalle (Gesamtschau anlässlich des 90. Geburtstages im Jahr 1938)[14]
- 1943: Museumsberg Flensburg, Nachlassausstellung
- 1948: Husum und Niebüll Gedächtnisausstellung zum 100. Geburtstag
- 1979: Kunsthalle zu Kiel
- 1998: Husum, Flensburg und Niebüll
- 2007: Augusteum Oldenburg[15]
- 2015: Alkersum (Nordseeinsel Föhr), Museum Kunst der Westküste

## Ehrungen

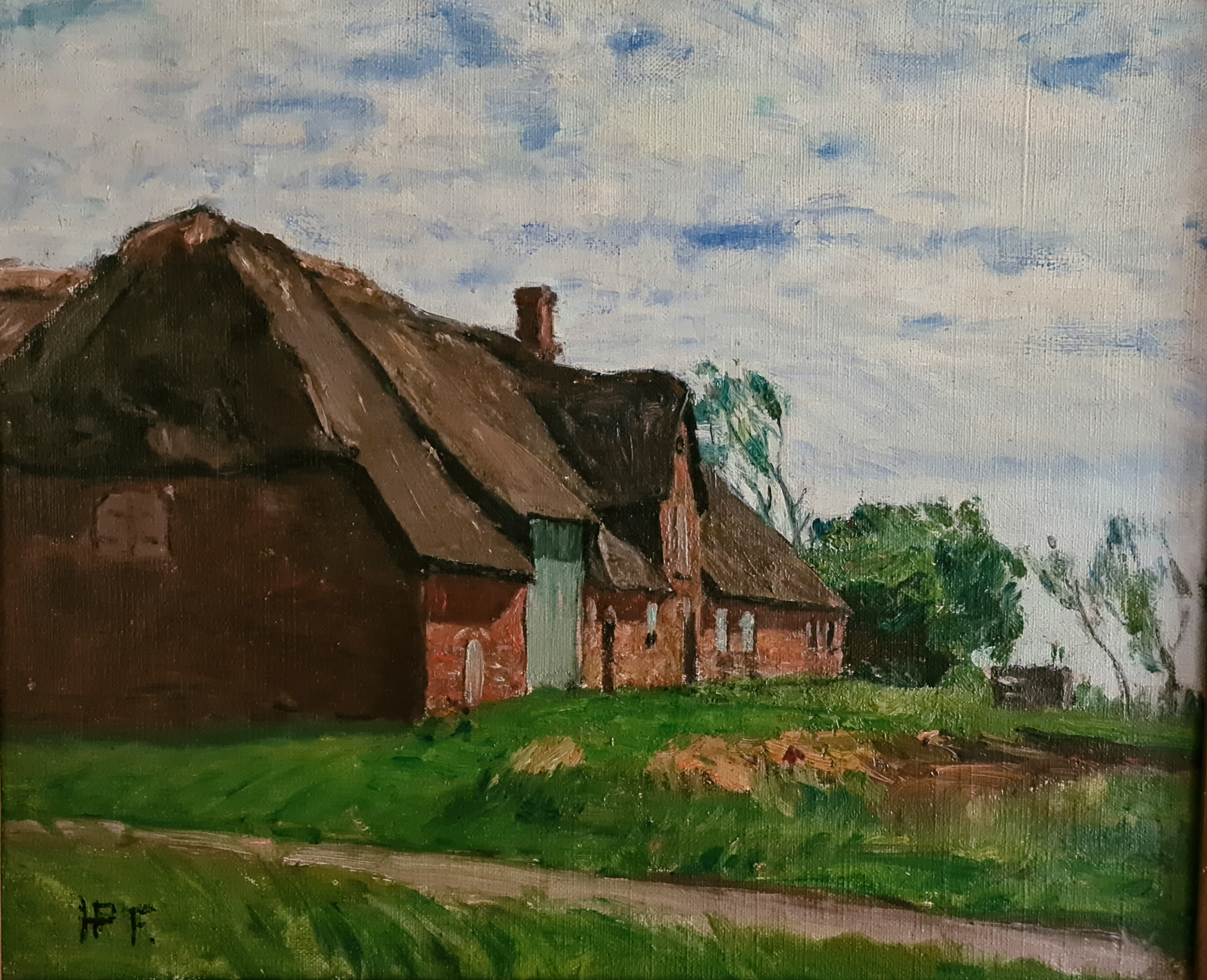
Eins der Moorhäuser, 1924 (WVZ F1098), Öl auf Leinwand, 32 × 38 cm, Privatbesitz

- 1998 wurde der Hans-Peter-Feddersen-Bogen in Flensburg nach ihm benannt.[16]

## Literatur

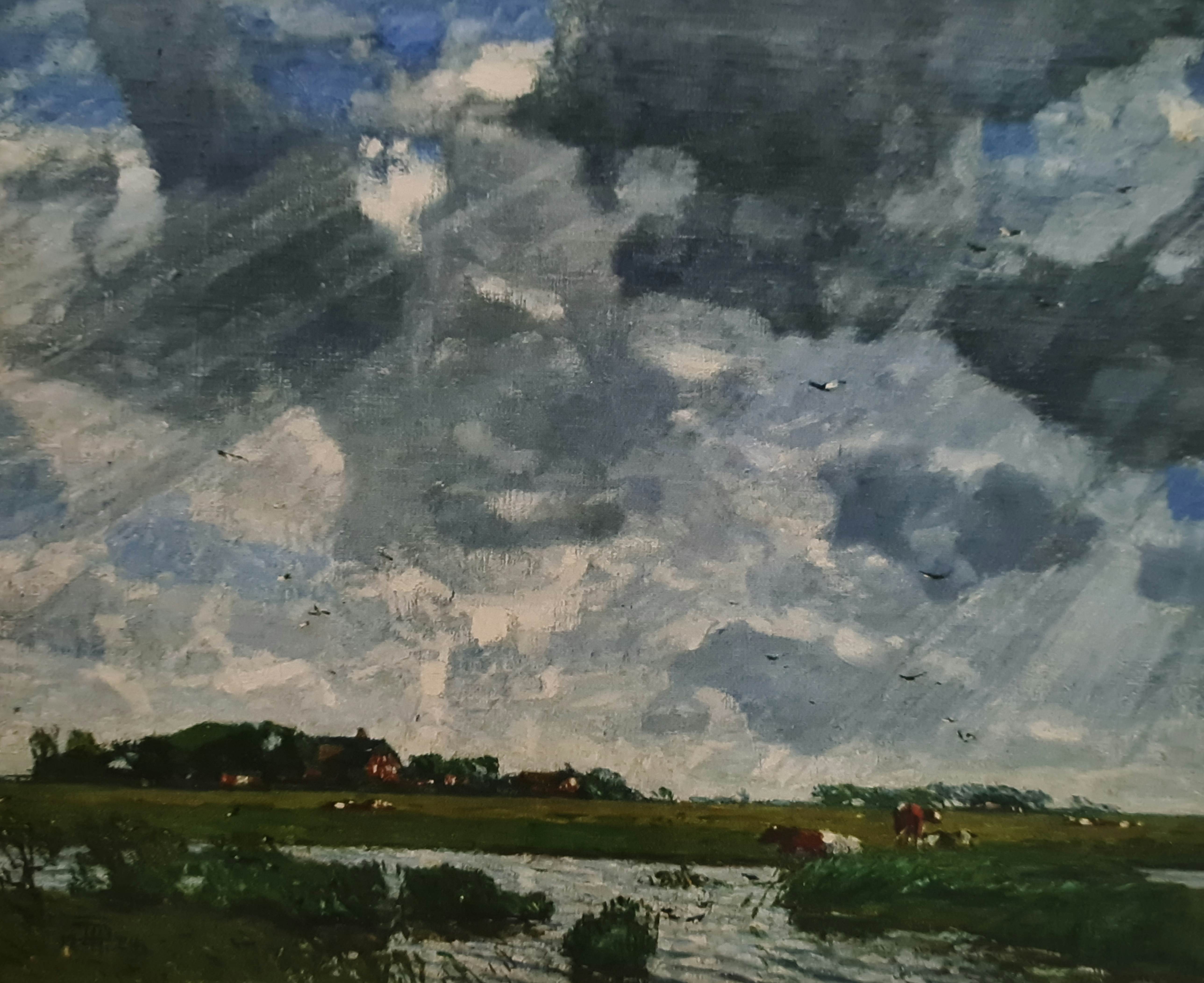
Landschaft an der Treene, 1924 (WVZ F 1103), Öl auf Leinwand, 70 × 60 cm, Privatbesitz

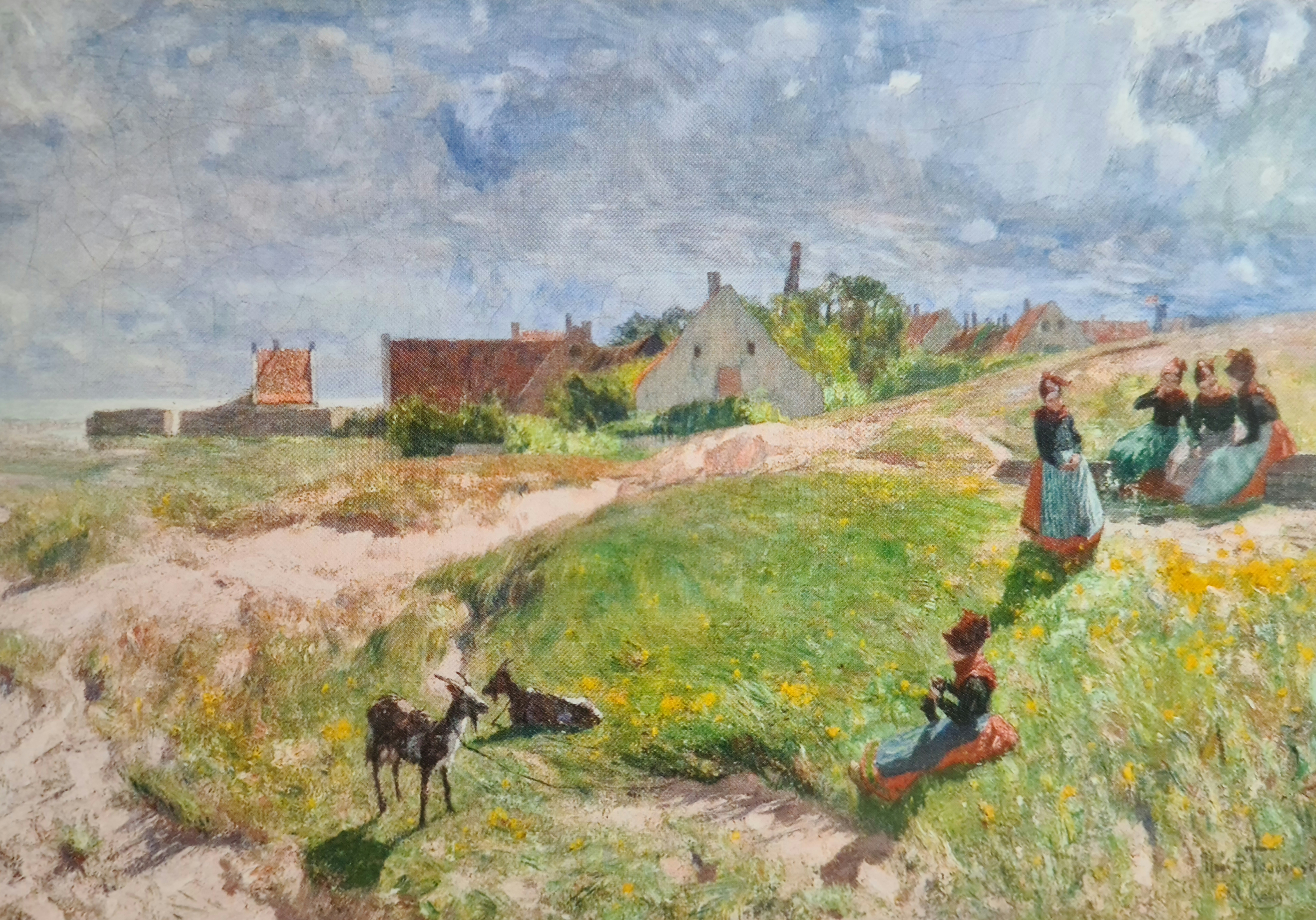
Landschaft auf Fanö, 1899, (WVZ F0547), Öl auf Leinwand, 65 × 100 cm, Museum Kunst der Westküste